# Ildi Gruda
Ildi Gruda (Lezhë, 13 de diciembre de 1999) es un futbolista albanés que juega en la demarcación de centrocampista para el KF Teuta Durrës de la Superliga de Albania.

## Trayectoria
Tras empezar a formarse como futbolista en el KF Vllaznia Shkodër, en la temporada 2018/19 se marchó a Malta para jugar en el Valletta FC, con el que ganó la liga y la supercopa. Al acabar la temporada se fue traspasado al KF Shënkolli, jugando 12 partidos de liga y 2 de copa. En 2020 dejó el club para ir al KF Teuta Durrës, llegando a jugar su primer partido europeo el 27 de agosto, siendo uno de los anotadores del partido.

## Clubes
| Club            | País    | Año         | Partidos | Goles |
| --------------- | ------- | ----------- | -------- | ----- |
| Valletta FC     | Malta   | 2018 - 2019 |          |       |
| KF Shënkolli    | Albania | 2019 - 2020 | 14       | 6     |
| KF Teuta Durrës | Albania | 2020 -      | 45       | 4     |

## Palmarés

### Campeonatos nacionales
| Título                  | Club        | País            | Año  |
| ----------------------- | ----------- | --------------- | ---- |
| Premier League de Malta | Valletta FC | Malta           | 2019 |
| Supercopa de Malta      | Valletta FC | Malta           | 2019 |
| Copa de Albania         | Albania     | KF Teuta Durrës | 2020 |
| Supercopa de Albania    | Albania     | KF Teuta Durrës | 2020 |